# Аюб
Аюб (араб. أيوب), (біблійний Йов) — один із праведних «слуг Аллаха», пророк (набі). Він був посланий до народу Ізраїлю.

## Історія Аюба вКорані
У Корані історія Аюба фігурує як нагадування віруючим про те, що Аллах зрештою допоможе тим, хто уповає на нього і лишається йому вірним. Аюб у нещасті, насланому на нього Шайтаном, звертався до Аллаха, і він повернув йому втрачену сім'ю і дарував джерело (щоб омити рани): «Удар ногою своєю! Ось омовіння холодне і питво». Коран особливо наголошує на терпеливості Аюба (21: 83—84; 38: 41/40—44/43; 4: 163/161; 6: 84).

### Мусульманське передання про Аюба
Пояснюючи згадки в Корані про Аюба, передання докладно викладає історію його життя. Аюб був багатою і благочестивою людиною і пророком в Хаурані. Аллах піддав його випробуванням, віддавши у владу Шайтану.

Через деякий час Аюб позбувся всіх своїх багатств. Звістку про це приніс йому Шайтан, що прийняв личину пастуха. Однак Аюб стійко зніс це випробування, відповівши, що все його багатство належить Аллахові, який може відібрати його коли побажає.

Потім у місцевості, де мешкав Аюб, відбувся сильний землетрус — загинули всі його діти. Цю новину приніс Шайтан у личині дитячого вчителя. Аюб тяжко переніс це горе, та скорився, бо його діти були послані йому Аллахом, який в будь-який момент може відібрати їх.

Наступним випробуванням для Аюба була тяжка хвороба. Всі його родичі покинули його. Вірною йому лишилася лише його дружина, що доглядала за ним. Та і цього разу Аюб прославив Аллаха і скорився його волі. Тоді Шайтан поширив містом чутки, що його хвороба дуже заразна. Тоді Аюба з дружиною прогнали за місто. Його хвороба тривала сім років, та жодного разу Аюб не поскаржився на долю. Шайтан безуспішно намагався вмовити дружину Аюба покинути його. Після молитви про допомогу Аллах послав до нього ангела Джабраїла. Він наказав Аюбу тупнути ногою, і в цьому місці з'явилося джерело, яке вилікувало його рани і втамувало спрагу.
З іменем Аюба нині пов'язують цілу низку топонімів (джерела, криниці, камені) в Сирії, Палестині, Єгипті, Середній Азії. В мусульманській магії молитви Аюба використовуються як обереги від хвороб.

## Походження коранічного сюжету про Аюба
Коранічна оповідь однозначно використовує біблійний сюжет. Коран не просто використовує відомий сюжет, але нагадує слухачам відому їм оповідь, що, очевидно, була популярною в Аравії. Пізніше біблійний текст і біблійні коментарі були широко використані мусульманським переданням.